# Bo Saris
Bo Saris, właściwie Boris Titulaer (ur. 3 października 1980 roku w Venlo) – holenderski piosenkarz śpiewający muzykę pop, funkową, jazzową i neo soulową, były wokalista zespołu Sofuja, zwycięzca drugiej edycji krajowej wersji formatu Idol w 2003 roku.

## Dzieciństwo i edukacja
Titulaer urodził się w Venlo, jego ojciec był znanym muzykiem jazzowym.
Po ukończeniu szkoły średniej (College Den Hulster) został przyjęty do konserwatorium w Maastricht, którego ostatecznie nie ukończył.

## Kariera muzyczna

### 2001-03: Sofuja
W 2001 roku nawiązał współpracę z zespołem Sofuja (akronim od Soul, Funk, Jazz), w którym pracował razem z gitarzystą Gino Taihuttu’em. Formacja wydała jeden album studyjny, koncertowała po lokalnych klubach oraz w małych halach w Hiszpanii i Niemczech. W 2003 roku muzycy zgłosili się do udziału w krajowych eliminacjach do 48. Konkursu Piosenki Eurowizji z utworem „She Would”, z którym zajęli ostatecznie trzecie miejsce w drugim półfinale, nie kwalifikując się do stawki finałowej. Niedługo potem muzycy zakończyli współpracę, a Titulaer zdecydował się na rozpoczęcie kariery solowej.

### 2003-09:Idol,Rely on Me

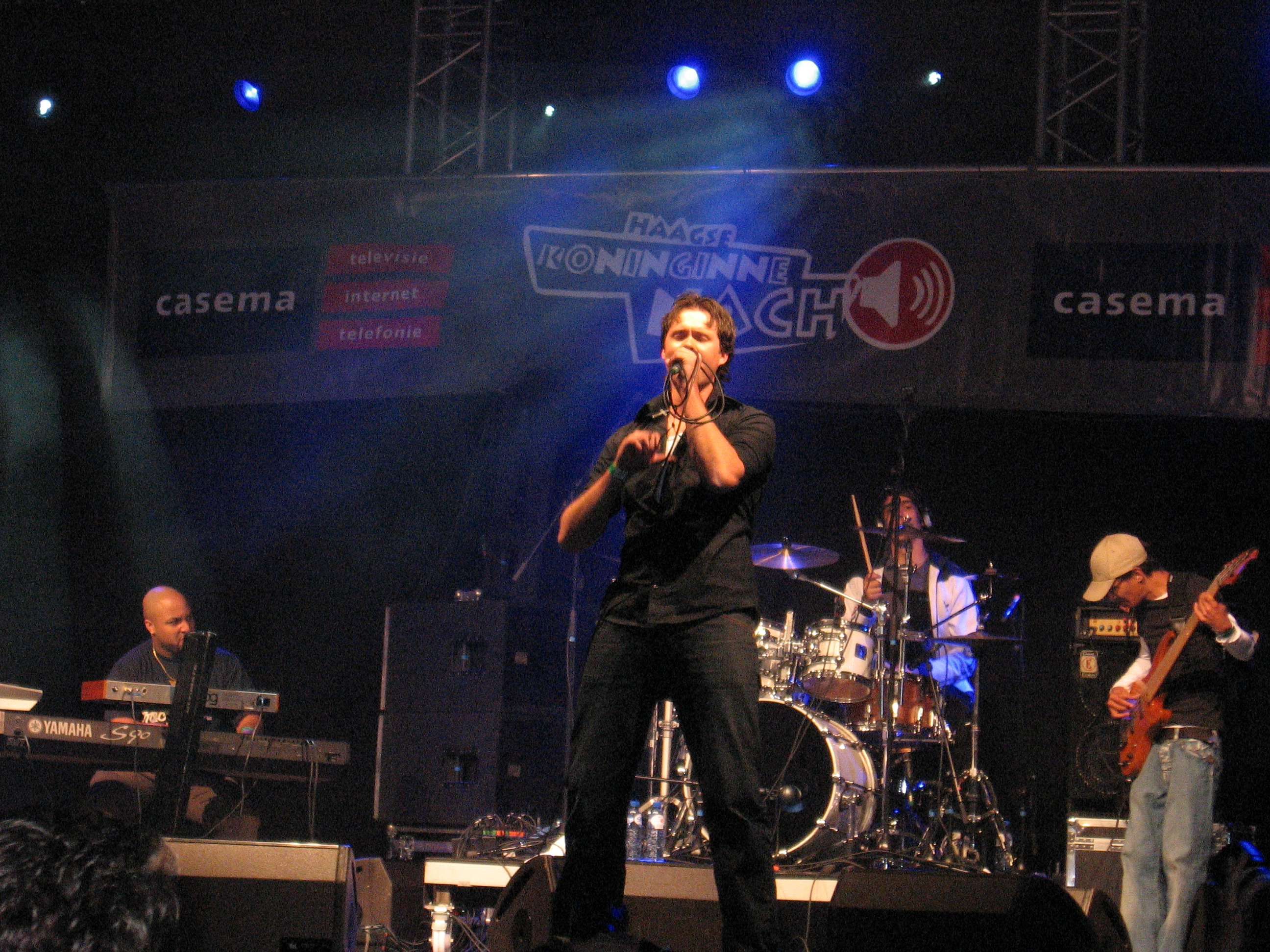
Bo Saris podczas występu na festiwalu KoninginneNach w 2007 roku

W 2003 roku wystąpił w drugiej edycji lokalnej wersji formatu Idol, którą ostatecznie wygrał. Jak przyznał w wywiadzie dla portalu internetowego JazzSoul.pl, wziął udział w programie, gdyż uznał go za dobrą platofrmę do pokazania publiczności siebie oraz swojej muzyki. Po finale konkursu wydał swój debiutancki singiel „When You Think Of Me”, a niedługo potem drugi – „M.S.G.” (akronim słów My Special Girlfriend). Utwory promowały jego debiutancki album solowy zatytułowany Rely on Me, który doczekał się także swojej reedycji wzbogaconej o cztery dodatkowe piosenki.
W 2007 roku premierę miała druga płyta długogrająca w dorobku Titulaera zatytułowana Holy Pleasure, którą promował tytułowy singiel oraz utwór „Within My Hands”. Po wydaniu dwóch krążków wokalista zdecydował się rozwiązać umowę z wytwórnią Sony Music oraz otworzyć własny label – Bo-Rush. W 2009 roku ukazał się jego trzeci album pt. Live My Life oraz pierwsza płyta koncertowa pt. Live My Life Live zawierająca zapis z koncertu zagranego pod koniec stycznia 2009 roku w hali Paradiso w Amsterdamie. Rok wcześniej premierę miała debiutancka składanka artysty pt. The Essential, na której znalazło się trzynaście jego utworów.

### 2012-14:Gold
Na przełomie 2012 i 2013 roku Titulaer zdecydował się na pracę pod pseudonimem Bo Saris, co ułatwiło mu pracę z angielskim menedżmentem po jego przeprowadzce do Londynu i podpisaniu kontraktu płytowego z Universal Music. Pochodzenie pseudonim tłumaczył w wywiadach słowami: Znajomi zawsze mówili do mnie Bo, a moja mama ma na nazwisko Saris. W 2013 roku pojawił się gościnnie w utworze „Breathing” projektu Chase & Status. Wcześniej na specjalne życzenie fanów umieścił w sieci utwór „She's on Fire”, a kilka miesięcy później wydał swój nowy singiel „The Addict”, który napisał we współpracy z Andre Harrisem. Piosenki zapowiadały pierwszy album studyjny wydany pod pseudonimem Bo Saris – Gold, który miał swoją premierę w kwietniu 2014 roku. Płyta zdobyła pozytywne opinie krytyków i dziennikarzy muzycznych. Po wydaniu płyty wokalista wyruszył w europejską trasę promującą wydawnictwo, występując m.in. dwukrotnie w Polsce – w warszawskim klubie Syreni Śpiew oraz w Muzycznym Studiu Programu III Polskiego Radia im. Agnieszki Osieckiej. W grudniu ponownie odwiedził Polskę, tym razem będąc gościem specjalnym podczas gali „Zwykły bohater” organizowanej przez telewizję TVN. Przed wieczornym koncertem zaśpiewał gościnnie w programie śniadaniowym stacji – Dzień Dobry TVN.
W 2014 roku Saris zaczął pracę nad materiałem na swój drugi album długogrający. Pod koniec roku zaczął pracę nad projektem The Three Brothers, w którym gra ze swoim basistą Leonem Taihuttu i gitarzystą Marcusem Machado. W grudniu wystąpił w Polsce podczas koncertu sylwestrowego organizowanego we Wrocławiu przez Program Drugi Telewizji Polskiej.

### Od 2015: Bałtycki Festiwal Piosenki
Pod koniec stycznia 2015 roku Saris wydał swój nowy singiel – „One Mo’ Gain”. W lipcu reprezentował Holandię podczas 38. Bałtyckiego Festiwalu Piosenki, podczas którego zaprezentował utwory „One Mo’ Gain” oraz „She’s on Fire”.

## Muzyka
Muzyka Titulaera określana jest najczęściej jako jazzowa i funkowa. Jego ostatnia płyta studyjna, Gold, została nagrana w stylu neo soulowym.

### Inspiracje
W wywiadach Titulaer przyznaje, że podczas tworzenia swojej muzyki inspiruje się twórczością artystów, takich jak: Otis Redding, Al Green, Stevie Wonder, Prince, Donny Hathaway, Curtis Mayfield i Marvin Gaye.

## Dyskografia
| Albumy studyjne Wydane jako Boris Titulaer Rely on Me (2004) Holy Pleasure (2007) Live My Life (2009) Wydane jako Bo Saris Gold (2014) | - Live My Life (2007) - The Essential (2008) |